# Бург Аршамбо
Бург Аршамбо (фр. Bourg-Archambault) насеље је и општина у западној Француској у региону Поату-Шарант, у департману Вијена која припада префектури Монморијон.
По подацима из 2011. године у општини је живело 199 становника, а густина насељености је износила 8,18 становника/km². Општина се простире на површини од 24,33 km². Налази се на средњој надморској висини од 206 метара (максималној 201 m, а минималној 123 m).

## Демографија
| 1962. | 1968. | 1975. | 1982. | 1990. | 1999. | 2011. |
| ----- | ----- | ----- | ----- | ----- | ----- | ----- |
| 245   | 298   | 248   | 209   | 201   | 194   | 199   |

График промене броја становника у току последњих година